# Burbank Challenger 1997
Il Burbank Challenger 1997 è stato un torneo di tennis facente parte della categoria ATP Challenger Series nell'ambito dell'ATP Challenger Series 1997. Il torneo si è giocato a Burbank negli Stati Uniti dal 24 novembre al 1º dicembre 1997 su campi in cemento.

## Vincitori

### Singolare
Andre Agassi ha battuto in finale  Sargis Sargsian con il punteggio di 6–2, 6–1

### Doppio
Doug Flach /  Brian MacPhie hanno battuto in finale  George Bastl /  Patrik Gottesleben con il punteggio di 7–6, 6–4